# Remo nos Jogos Olímpicos de Verão de 2012
As competições de remo nos Jogos Olímpicos de Verão de 2012 foram disputadas entre os dias 28 de julho e 4 de agosto no Lago Dorney, em Londres. Catorze eventos distribuíram medalhas, sendo oito provas para homens e seis para mulheres.

## Calendário
| Julho/agosto | 25 | 26 | 27 | 28 | 29 | 30 | 31 | 1 | 2 | 3 | 4 | 5 | 6 | 7 | 8 | 9 | 10 | 11 | 12 |
| ------------ | -- | -- | -- | -- | -- | -- | -- | - | - | - | - | - | - | - | - | - | -- | -- | -- |
| Remo         |    |    |    |    |    |    |    | 3 | 3 | 4 | 4 |   |   |   |   |   |    |    |    |

|  | Dia de competição |  | Dia de final |

## Eventos

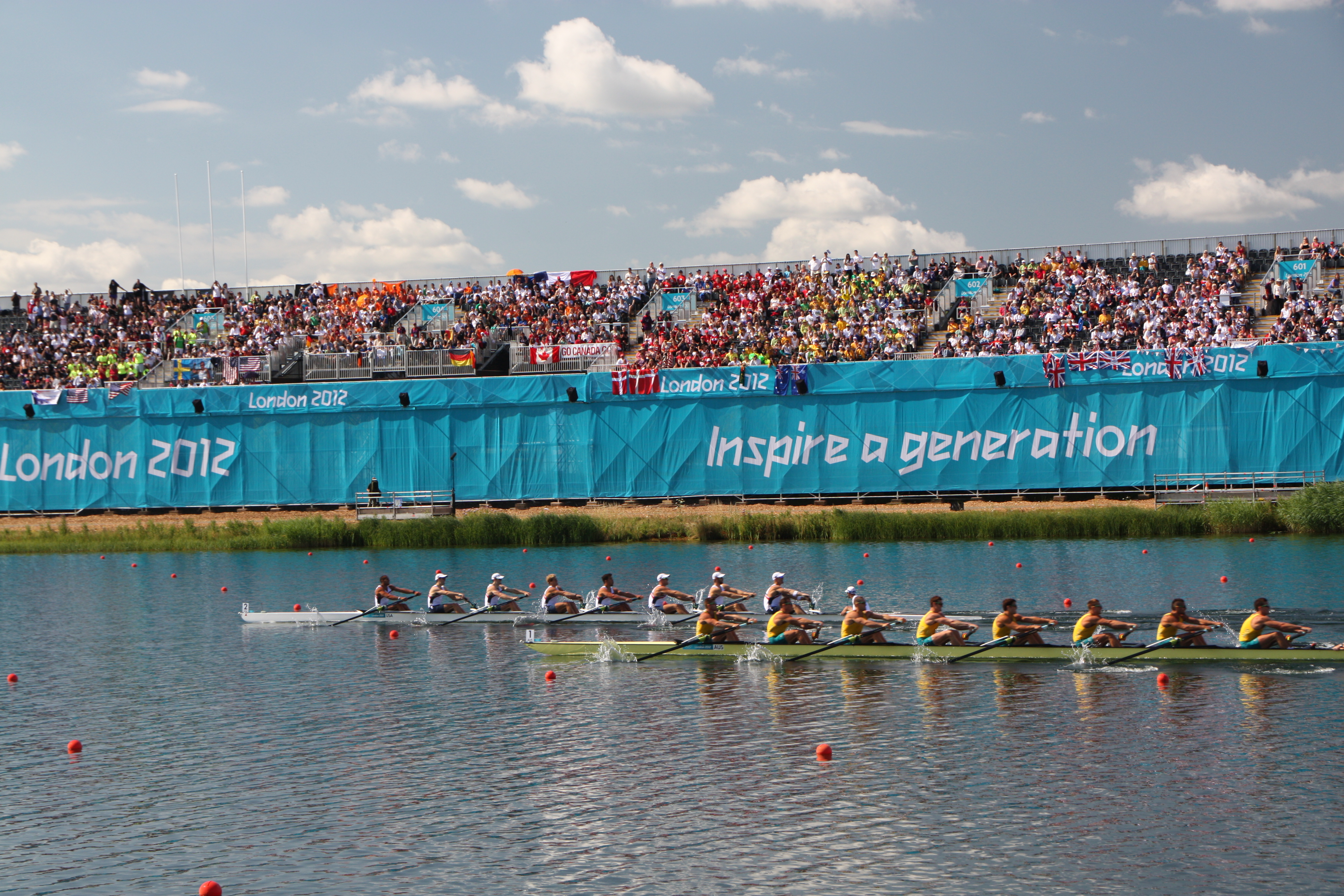
Embarcações durante a disputa do oito com masculino.

| Masculino - Skiff simples - Dois sem - Skiff duplo - Skiff duplo leve - Quatro sem - Skiff quádruplo - Quatro sem leve - Oito com | Feminino - Skiff simples - Dois sem - Skiff duplo - Skiff duplo leve - Skiff quádruplo - Oito com |

## Medalhistas
Masculino
| Evento                    | Ouro | Prata | Bronze |
| ------------------------- | --- | --- | --- |
| Skiff simples detalhes    | Mahé Drysdale NZL Nova Zelândia | Ondřej Synek CZE República Checa | Alan Campbell GBR Grã-Bretanha |
| Skiff duplo detalhes      | Nathan Cohen Joseph Sullivan NZL Nova Zelândia | Romano Battisti Alessio Sartori ITA Itália | Iztok Čop Luka Špik SLO Eslovênia |
| Skiff duplo leve detalhes | Mads Rasmussen Rasmus Quist Hansen DEN Dinamarca | Zac Purchase Mark Hunter GBR Grã-Bretanha | Storm Uru Peter Taylor NZL Nova Zelândia |
| Skiff quádruplo detalhes  | Karl Schulze Philipp Wende Lauritz Schoof Tim Grohmann GER Alemanha                                                                                           | David Šain Martin Sinković Damir Martin Valent Sinković CRO Croácia                                                                              | Chris Morgan Karsten Forsterling James McRae Daniel Noonan AUS Austrália                                                                                     |
| Dois sem detalhes         | Eric Murray Hamish Bond NZL Nova Zelândia | Germain Chardin Dorian Mortelette FRA França | George Nash William Satch GBR Grã-Bretanha |
| Quatro sem detalhes       | Alex Gregory Tom James Peter Reed Andrew Triggs-Hodge GBR Grã-Bretanha                                                                                        | James Chapman Joshua Dunkley-Smith Drew Ginn William Lockwood AUS Austrália                                                                      | Charlie Cole Scott Gault Glenn Ochal Henrik Rummel USA Estados Unidos                                                                                        |
| Quatro sem leve detalhes  | James Thompson Matthew Brittain John Smith Sizwe Ndlovu RSA África do Sul                                                                                     | Peter Chambers Rob Williams Richard Chambers Chris Bartley GBR Grã-Bretanha                                                                      | Kasper Winther Morten Jørgensen Jacob Barsoe Eskild Ebbesen DEN Dinamarca                                                                                    |
| Oito com detalhes         | Filip Adamski Andreas Kuffner Eric Johannesen Maximilian Reinelt Richard Schmidt Lukas Müller Florian Mennigen Kristof Wilke Martin Sauer (tim.) GER Alemanha | Gabriel Bergen Douglas Csima Robert Gibson Conlin McCabe Malcolm Howard Andrew Byrnes Jeremiah Brown Will Crothers Brian Price (tim.) CAN Canadá | Alex Partridge James Foad Tom Ransley Richard Egington Mohamed Sbihi Greg Searle Matthew Langridge Constantine Louloudis Phelan Hill (tim.) GBR Grã-Bretanha |

Feminino
| Evento                    | Ouro | Prata | Bronze |
| ------------------------- | --- | --- | --- |
| Skiff simples detalhes    | Miroslava Knapková CZE República Checa | Fie Udby Erichsen DEN Dinamarca | Kim Crow AUS Austrália |
| Skiff duplo detalhes      | Anna Watkins Katherine Grainger GBR Grã-Bretanha | Kim Crow Brooke Pratley AUS Austrália | Magdalena Fularczyk Julia Michalska POL Polônia |
| Skiff duplo leve detalhes | Katherine Copeland Sophie Hosking GBR Grã-Bretanha | Xu Dongxiang Huang Wenyi CHN China | Christina Giazitzidou Alexandra Tsiavou GRE Grécia |
| Skiff quádruplo detalhes  | Kateryna Tarasenko Nataliya Dovhodko Anastasiya Kozhenkova Yana Dementieva UKR Ucrânia                                                                 | Annekatrin Thiele Carina Bär Julia Richter Britta Oppelt GER Alemanha | Natalie Dell Kara Kohler Megan Kalmoe Adrienne Martelli USA Estados Unidos |
| Dois sem detalhes         | Helen Glover Heather Stanning GBR Grã-Bretanha | Kate Hornsey Sarah Tait AUS Austrália | Juliette Haigh Rebecca Scown NZL Nova Zelândia |
| Oito com detalhes         | Erin Cafaro Susan Francia Esther Lofgren Taylor Ritzel Meghan Musnicki Eleanor Logan Caroline Lind Caryn Davies Mary Whipple (tim.) USA Estados Unidos | Janine Hanson Rachelle Viinberg Krista Guloien Lauren Wilkinson Natalie Mastracci Ashley Brzozowicz Darcy Marquardt Andreanne Morin Lesley Thompson-Willie (tim.) CAN Canadá | Jacobine Veenhoven Nienke Kingma Chantal Achterberg Sytske de Groot Roline Repelaer van Driel Claudia Belderbos Carline Bouw Annemiek de Haan Anne Schellekens (tim.) NED Países Baixos |

## Quadro de medalhas
| Ordem | País                | Medalha de ouro | Medalha de prata | Medalha de bronze |    | Ordem por total |
| ----- | ------------------- | --------------- | ---------------- | ----------------- | -- | --------------- |
| 1     | GBR Grã-Bretanha    | 4               | 2                | 3                 | 9  | 1               |
| 2     | NZL Nova Zelândia   | 3               |                  | 2                 | 5  | 2               |
| 3     | GER Alemanha        | 2               | 1                |                   | 3  | 4               |
| 4     | DEN Dinamarca       | 1               | 1                | 1                 | 3  | 4               |
| 5     | CZE República Checa | 1               | 1                |                   | 2  | 7               |
| 6     | USA Estados Unidos  | 1               |                  | 2                 | 3  | 4               |
| 7     | RSA África do Sul   | 1               |                  |                   | 1  | 9               |
|       | UKR Ucrânia         | 1               |                  |                   | 1  | 9               |
| 9     | AUS Austrália       |                 | 3                | 2                 | 5  | 2               |
| 10    | CAN Canadá          |                 | 2                |                   | 2  | 7               |
| 11    | CHN China           |                 | 1                |                   | 1  | 9               |
|       | CRO Croácia         |                 | 1                |                   | 1  | 9               |
|       | FRA França          |                 | 1                |                   | 1  | 9               |
|       | ITA Itália          |                 | 1                |                   | 1  | 9               |
| 15    | SLO Eslovênia       |                 |                  | 1                 | 1  | 9               |
|       | GRE Grécia          |                 |                  | 1                 | 1  | 9               |
|       | NED Países Baixos   |                 |                  | 1                 | 1  | 9               |
|       | POL Polônia         |                 |                  | 1                 | 1  | 9               |
| TOTAL | TOTAL               | 14              | 14               | 14                | 42 | —               |